# Trần Hưng Đạo
Trần Hưng Đạo (1228-1300), nombre real Trần Quốc Tuấn, también conocido como Gran Príncipe Hưng Đạo (Hưng Đạo Đại Vương), fue un príncipe real vietnamita, estadista y comandante militar de las fuerzas militares de Đại Việt durante el dinastía Trần. Después de su muerte, la gente lo consideró un santo y lo deificó y lo llamó Đức Thánh Trần o Cửu Thiên Vũ Đế. Trần Hưng Đạo comandó los ejércitos vietnamitas que repelieron dos de las tres principales invasiones mongolas a finales del siglo XIII. Sus múltiples victorias sobre la dinastía Yuan bajo Kublai Khan se consideran entre las mayores hazañas militares de la historia de Vietnam.

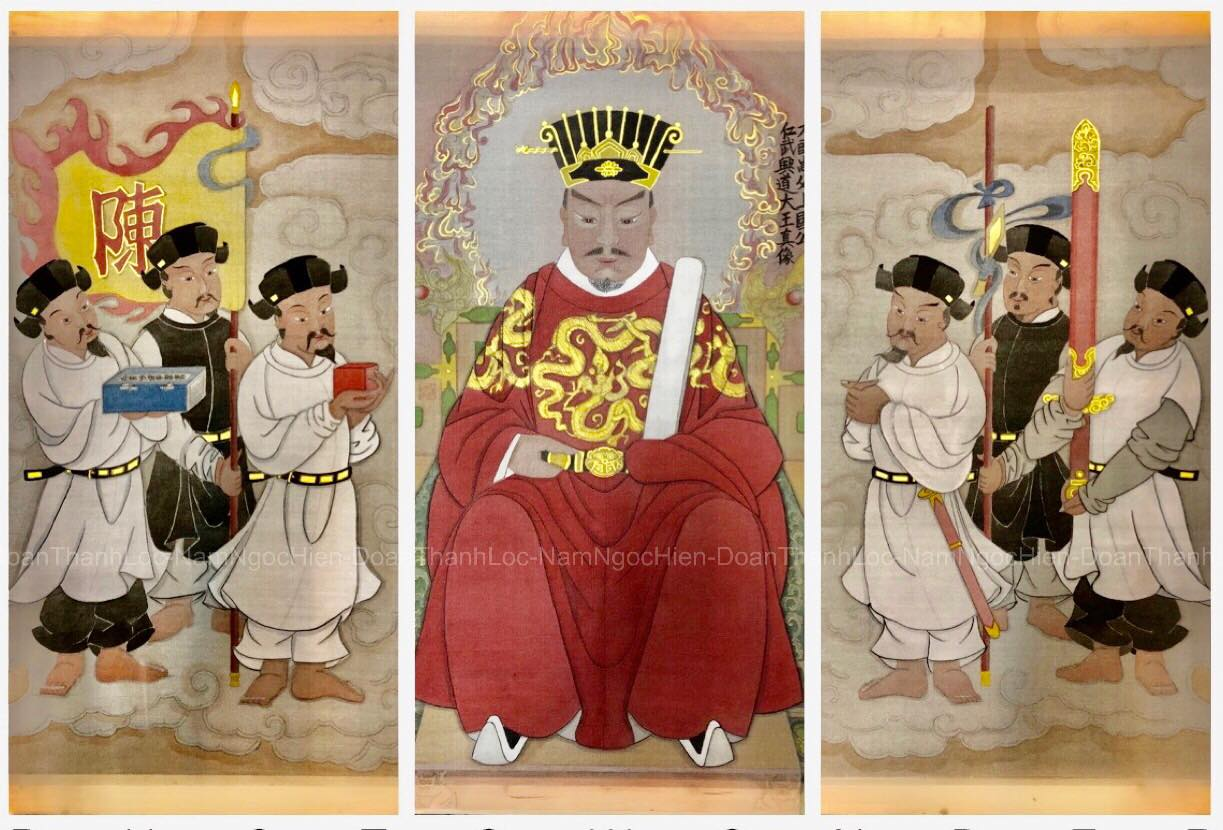
Las tres acuarelas representan a Thánh Trần (Đức Thánh Hưng Đạo) y sus seis generales.

## Personalidad
Trần Hưng Đạo nació como Príncipe Trần Quốc Tuấn en 1228, como hijo del Príncipe Trần Liễu, el hermano mayor del emperador Trần Thái Tông, después de que la dinastía Trần reemplazó a la dinastía Lý en 1225 d. C. Más tarde, Trần Liễu (cuñado de la emperatriz Lý Chiêu Hoàng) se vio obligado a ceder a su propia esposa (la princesa Thuận Thiên) a su hermano menor, el emperador Thái Tông, bajo la presión del regente imperial Trần Thủ Độ para solidificar la estabilidad dinástica del clan Trần. Los hermanos Trần Liễu y el emperador Trần Thái Tông guardaban rencor contra su tío Trần Thủ Độ por el acuerdo matrimonial forzado.
Trần Quốc Tuấn, su padre Trần Liễu y el emperador Trần Thái Tông tenían una relación muy estrecha. Liễu encontraría grandes tutores para enseñar a su hijo, Trần Quốc Tuấn, con la esperanza de algún día convertirse en un gran líder de Đại Việt y recuperar el honor de su familia. En su lecho de muerte, Liễu le dijo a su hijo que vengara lo que sentía que era una vergüenza personal que el regente imperial Trần Thủ Độ les había impuesto a él y a su hermano, Trần Thái Tông.

## Primera invasión mongola
Durante la primera invasión mongola de Vietnam en 1258, Trần Hưng Đạo sirvió como oficial al mando de tropas en la frontera.

## Segunda invasión mongola

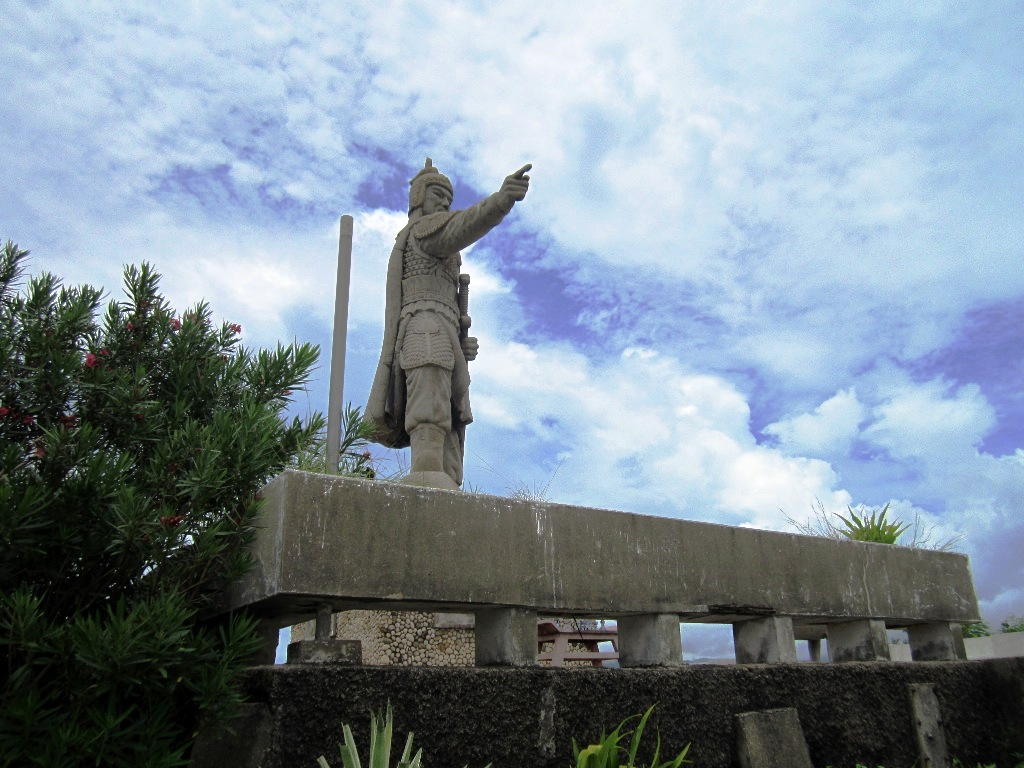
Estatua de Trần Hưng Đạo en Quy Nhơn

En 1278, murió Trần Thái Tông. El rey Trần Thánh Tông se retiró y nombró al príncipe heredero Trần Khâm (Trần Nhân Tông) su sucesor. Kublai envió una misión encabezada por Chai Chun a Đại Việt y una vez más instó al nuevo rey a venir a China en persona, pero el rey se negó. Luego, la dinastía Yuan se negó a reconocerlo como rey y trató de colocar a un desertor vietnamita como rey de Đại Việt. Frustrados por las misiones diplomáticas fallidas, muchos funcionarios de Yuan instaron a Kublai a enviar una expedición punitiva a Đại Việt. En 1283, Khublai Khan envió a Ariq Qaya a Đại Việt con una solicitud imperial para que Đại Việt ayudara a atacar Champa a través de territorio vietnamita y demandas de provisiones y otro tipo de apoyo para el ejército de Yuan, pero el rey se negó.
En enero de 1285, el príncipe Toghan dirigió la invasión mongola de Đại Việt. Trần Hưng Đạo era el general de las fuerzas terrestres y navales combinadas de Đại Việt, que fueron derrotadas por las principales fuerzas terrestres mongolas y se retiraron a la capital Thăng Long. Después de enterarse de las sucesivas derrotas, el emperador Trần Nhân Tông viajó en un pequeño bote para encontrarse con Trần Hưng Đạo en Quảng Ninh y preguntarle si Đại Việt debería rendirse. Trần Hưng Đạo resistió y pidió la ayuda de los ejércitos privados de los príncipes Trần. A principios de 1285, los enviados de Trần ofrecieron condiciones de paz a los mongoles. Toghan y su adjunto Omar Batur se negaron, se enfrentaron a las fuerzas de Trần Hưng Đạo en una batalla a orillas del río Rojo y capturaron con éxito Thăng Long. Trần Hưng Đạo escoltó a la realeza de Trần a su palacio en Thiên Trường en Nam Định.
Las fuerzas mongolas al mando de Sodu, diputado de Toghan, continuaron avanzando más al sur e instalaron al príncipe desertor Trần Ích Tắc como nuevo rey de Annam. Las fuerzas de Trần tenían sus fuerzas rodeadas por el ejército de Yuan mientras sus emperadores huían a lo largo de la costa hasta Thanh Hóa. A medida que se intensificaron los combates en Champa, Toghan ordenó a Sodu que regresara a Champa con el clima cálido y las enfermedades en Đại Việt como razón oficial. Durante esta retirada, las fuerzas de Trần Hưng Đạo lograron importantes victorias en el río Rojo, lo que provocó la muerte de Sodu y la retirada de Omar Batur a China. Las fuerzas de Đại Việt retomaron Thăng Long y Toghan regresó a China con grandes pérdidas.

## Tercera invasión mongola
En 1287, Kublai Khan envió esta vez a uno de sus hijos favoritos, el príncipe Toghan, para liderar otra campaña de invasión a Đại Việt con la determinación de ocupar y redimir la derrota anterior. Las fuerzas mongoles y chinas formaron una flota de infantería, caballería y marina aún mayor, con una fuerza total estimada en 120.000 soldados según los mongoles y 500.000 hombres según los vietnamitas [pero cuando se trata del número de mongoles, los mongoles serán más precisamente ya que necesitan precisión para preparar los alimentos].

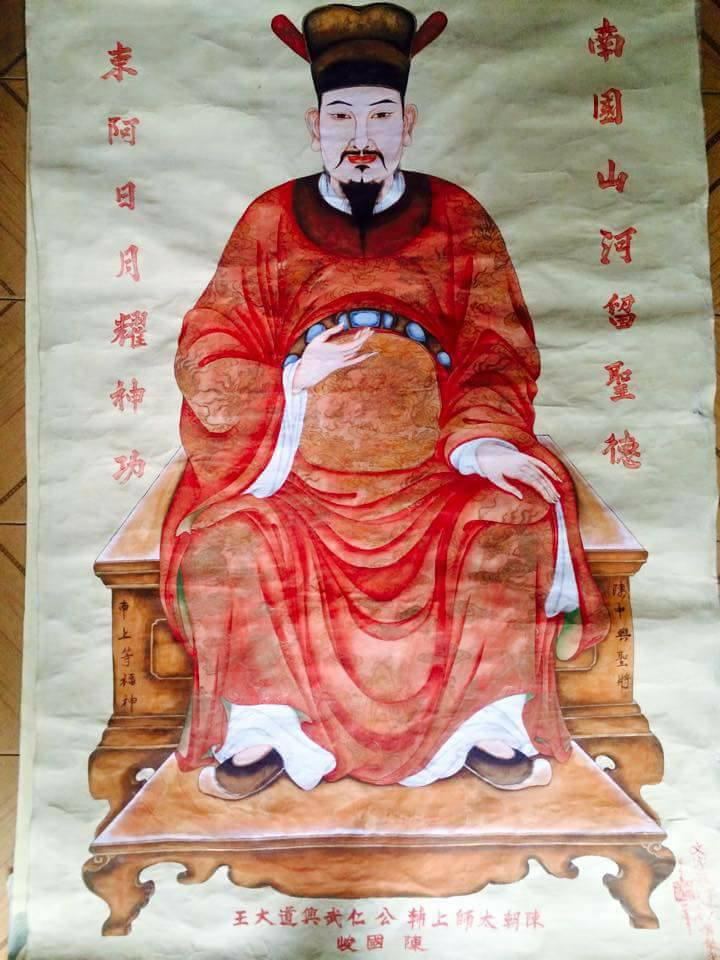
Pintura de Trần Hưng Đạo (1228-1300) en la dinastía Nguyễn

Durante la primera etapa de la invasión, los mongoles derrotaron rápidamente a la mayoría de las tropas de Đại Việt que estaban estacionadas a lo largo de la frontera. La flota naval del príncipe Toghan devastó la mayor parte de la fuerza naval del general Trần Khánh Dư en Vân Đồn. Simultáneamente, el príncipe Ariq-Qaya dirigió su enorme caballería y capturó las guarniciones de Phú Lương y Đại Than, dos puestos militares estratégicos que limitaban con Đại Việt y China. Más tarde, la caballería se reunió con la armada del príncipe Toghan en Vân Đồn. En respuesta a las derrotas en las escaramuzas de batalla a manos de las fuerzas mongolas, el emperador emérito Trần Thánh Tông convocó al general Trần Khánh Dư a un consejo de guerra por fracasos militares, pero el general logró retrasar su presentación ante el tribunal y pudo reagruparse. sus fuerzas en Vân Đồn. La caballería y la flota del príncipe Toghan continuaron avanzando hacia la capital imperial, Thăng Long. Mientras tanto, la flota de suministros del príncipe Toghan, que llegó a Vân Đồn unos días después de que el general Trần Khánh Dư ya hubiera ocupado esta guarnición estratégica, la flota de suministros mongola fue emboscada y capturada por las fuerzas del general Trần Khánh Dư. Luego, Khánh Dư fue indultado por el emperador emérito. El principal ejército de ocupación mongol rápidamente se dio cuenta de que su flota de apoyo y suministro había sido cortada.
La captura de la flota de suministros mongola en Vân Đồn, junto con la noticia concurrente de que el general Trần Hưng Đạo había recuperado la guarnición de Đại Than en el norte, envió al caos a las fuerzas mongolas que avanzaban rápidamente. Las fuerzas de Đại Việt desataron una guerra de guerrillas contra las debilitadas fuerzas mongoles, causando grandes bajas y destrucciones a las fuerzas de Yuan. Sin embargo, los mongoles continuaron avanzando hacia Thăng Long debido a su enorme fuerza de caballería, pero en ese momento, el emperador decidió abandonar Thăng Long para huir y ordenó quemar la capital para que los mongoles no recolectaran ningún botín de guerra. Las escaramuzas posteriores entre los mongoles y Đại Việt tuvieron resultados mixtos: los mongoles ganaron y capturaron las provincias de Yên Hưng y Long Hưng, pero perdieron en las batallas navales en Đại Bàng. Finalmente, el príncipe Toghan decidió retirar su flota naval y consolidar su mando en batallas terrestres donde sintió que la caballería superior de los mongoles derrotaría a las fuerzas de infantería y caballería de Đại Việt. Toghan dirigió la caballería a través de Nội Bàng mientras el comandante de su flota naval, Omar, lanzaba directamente la fuerza naval a lo largo del río Bạch Đằng simultáneamente.

### La batalla del río Bạch Đằng
La flota naval mongola desconocía el terreno del río. Días antes de esta expedición, el Príncipe de Hưng Đạo predijo la ruta naval de los mongoles y rápidamente desplegó pesadas trampas no convencionales de estacas de madera con punta de acero invisibles durante las mareas altas a lo largo del lecho del río Bạch Đằng. Cuando Omar ordenó a la flota mongola retirarse del río, los vietnamitas desplegaron embarcaciones más pequeñas y más maniobrables para agitar y atraer a los barcos mongoles hacia la orilla del río, donde las trampas explosivas esperaban mientras aún había marea alta. A medida que la marea del río Bạch Đằng retrocedió, los barcos mongoles quedaron atrapados y hundidos por las estacas con punta de acero incrustadas. Bajo la presencia del emperador emérito Thánh Tông y el emperador Nhân Tông, las fuerzas vietnamitas lideradas por el príncipe de Hưng Đạo quemaron aproximadamente 400 grandes buques mongoles y capturaron a la tripulación naval restante a lo largo del río. Toda la flota mongola fue destruida y el almirante Omar de la flota mongol fue capturado.
La fuerza de caballería del príncipe Toghan fue más afortunada. Fueron emboscados por el general Phạm Ngũ Lão a lo largo de la carretera que atraviesa Nội Bàng, pero las fuerzas restantes lograron escapar de regreso a China dividiendo sus fuerzas en grupos más pequeños en retirada, pero la mayoría fueron capturados o asesinados en escaramuzas en el camino de regreso a la frontera. resultando en la pérdida de la mitad del ejército restante. 

## Muerte

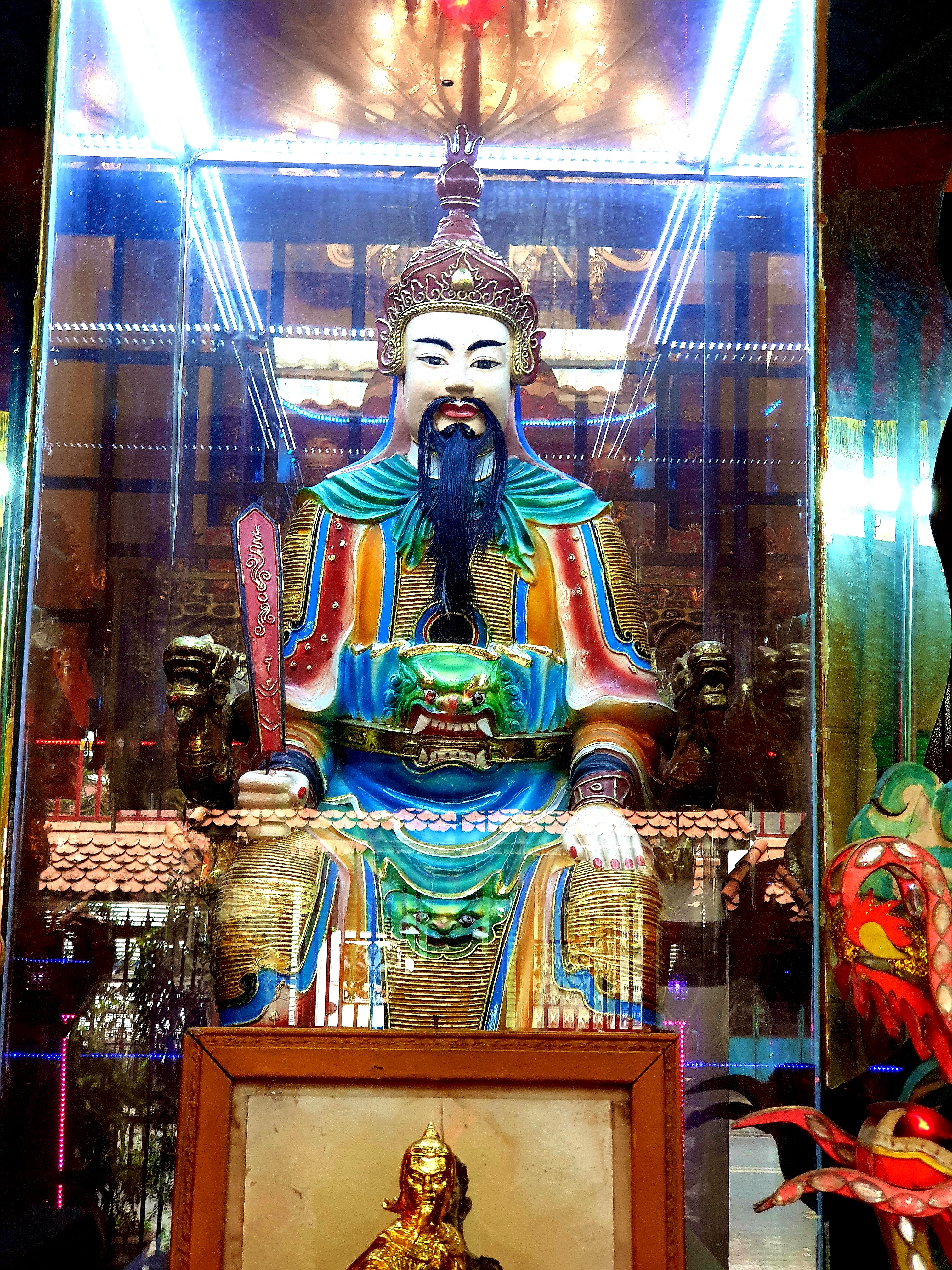
Estatua de Trần Hưng Đạo en un templo, ciudad de Hồ Chí Minh

En 1300 d. C., enfermó y murió por causas naturales a la edad de 73 años. Su cuerpo fue incinerado y sus cenizas fueron dispersadas bajo su roble favorito que plantó en la finca de su familia real cerca de Thăng Long de acuerdo con su testamento. El pueblo Việt tenía la intención de enterrarlo en un lujoso mausoleo real y una ceremonia oficial tras su muerte, pero él se negó a favor de una ceremonia privada simplista. Por su brillantez militar en la defensa de Đại Việt durante su vida, el Emperador otorgó póstumamente a Trần Hưng Đạo el título de Hưng Đạo Đại Vương (Gran Príncipe Hưng Đạo).

## Familia
- Padre: Príncipe Trần Liễu
- Madre: Dama Thiện Đạo
- Esposa: Princesa Thiên Thành
- Niños:

1. Trần Quốc Nghiễn
2. Trần Quốc Hiện
3. Trần Quốc Tảng
4. Trần Quốc Uy
5. Trần Thị Trinh
6. Emperatriz Tuyên Từ
7. Princesa Anh Nguyên, esposa del general Phạm Ngũ Lão

## Legado

### Poner nombres
La mayoría de las ciudades y pueblos de Vietnam tienen calles centrales, distritos y escuelas que llevan su nombre..
- La calle Tran Hung Dao de Hanói (anteriormente Bulevar Gambetta durante la época de la Indochina francesa) es una calle importante en el sur del distrito de Hoan Kiem. Une la primera carretera de circunvalación de la ciudad (originalmente Route Circulaire) con el vestíbulo principal de la Estación Central.
- La carretera Tran Hung Dao de Hai Phong discurre a lo largo de la plaza del parque central y une la Ópera de Haiphong y el río Cấm.
- La carretera Tran Hung Dao de Da Nang es un bulevar frente al mar en el lado este del río Hàn.
- La carretera Tran Hung Dao de la ciudad de Ho Chi Minh es una vía de su barrio chino. También alberga la sede de los departamentos de policía y bomberos de la ciudad. Se coloca una estatua en su honor en una plaza importante del centro de la ciudad.
- Una estatua en Westminster, CA está dedicada a él, y la calle Bolsa Avenue recibió un nombre alternativo "Đại Lộ Trần Hưng Đạo", que se traduce como "Trần Hưng Đạo Boulevard".

### Santuarios

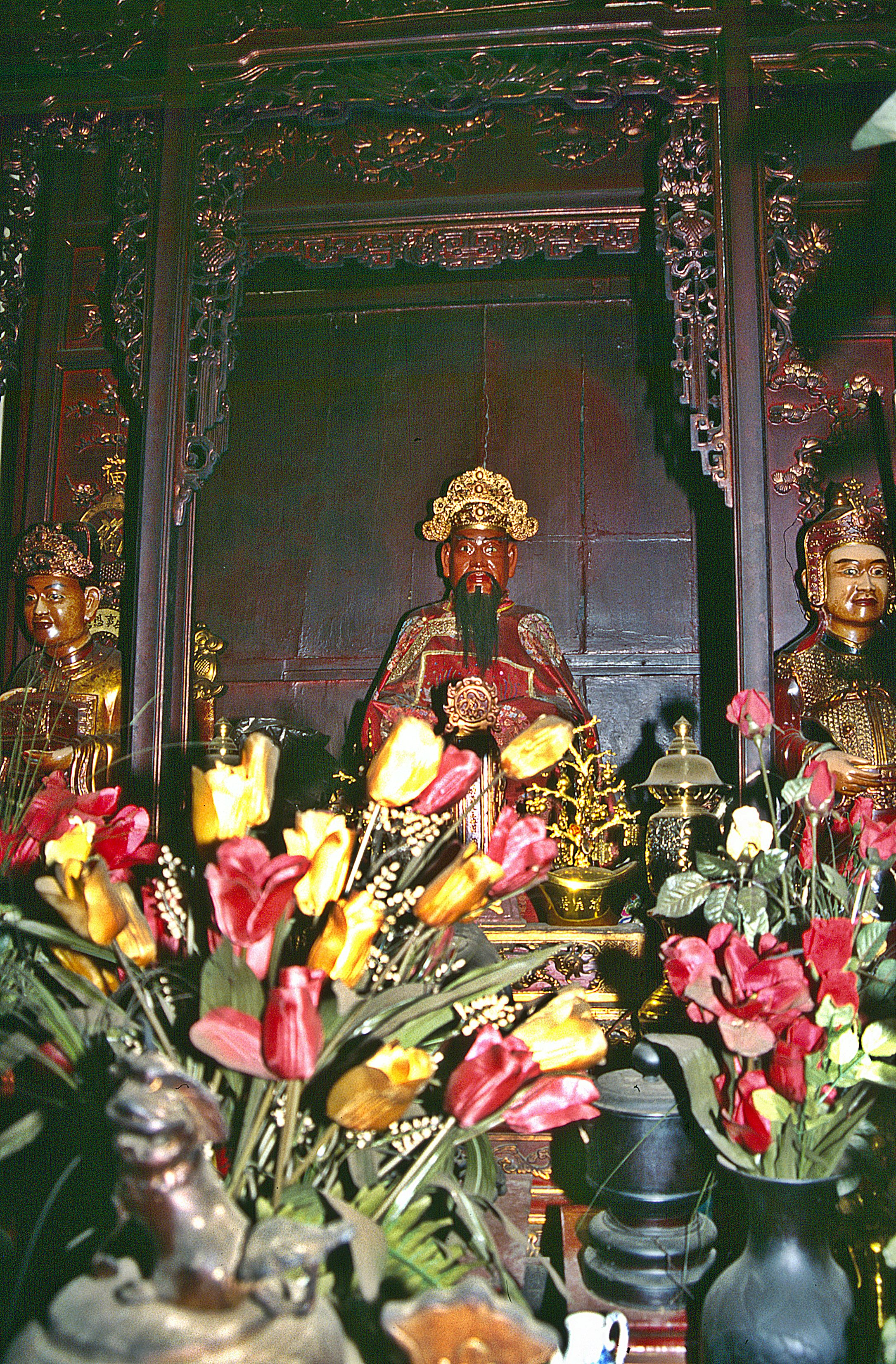
La estatua de Đức Thánh Trần en la Montaña de Jade

El pueblo vietnamita lo venera como un héroe nacional. Varios santuarios están dedicados a él, e incluso las creencias religiosas y la mediumnidad incluyen la creencia en él como un dios, Đức Thánh Trần (Tín ngưỡng Đức Thánh Trần).

### Otro
La Tran Hung Dao, una fragata clase Gepard encargada en 2018 para la Armada Popular de Vietnam, lleva su nombre.